# Tejendra Narayan Majumdar

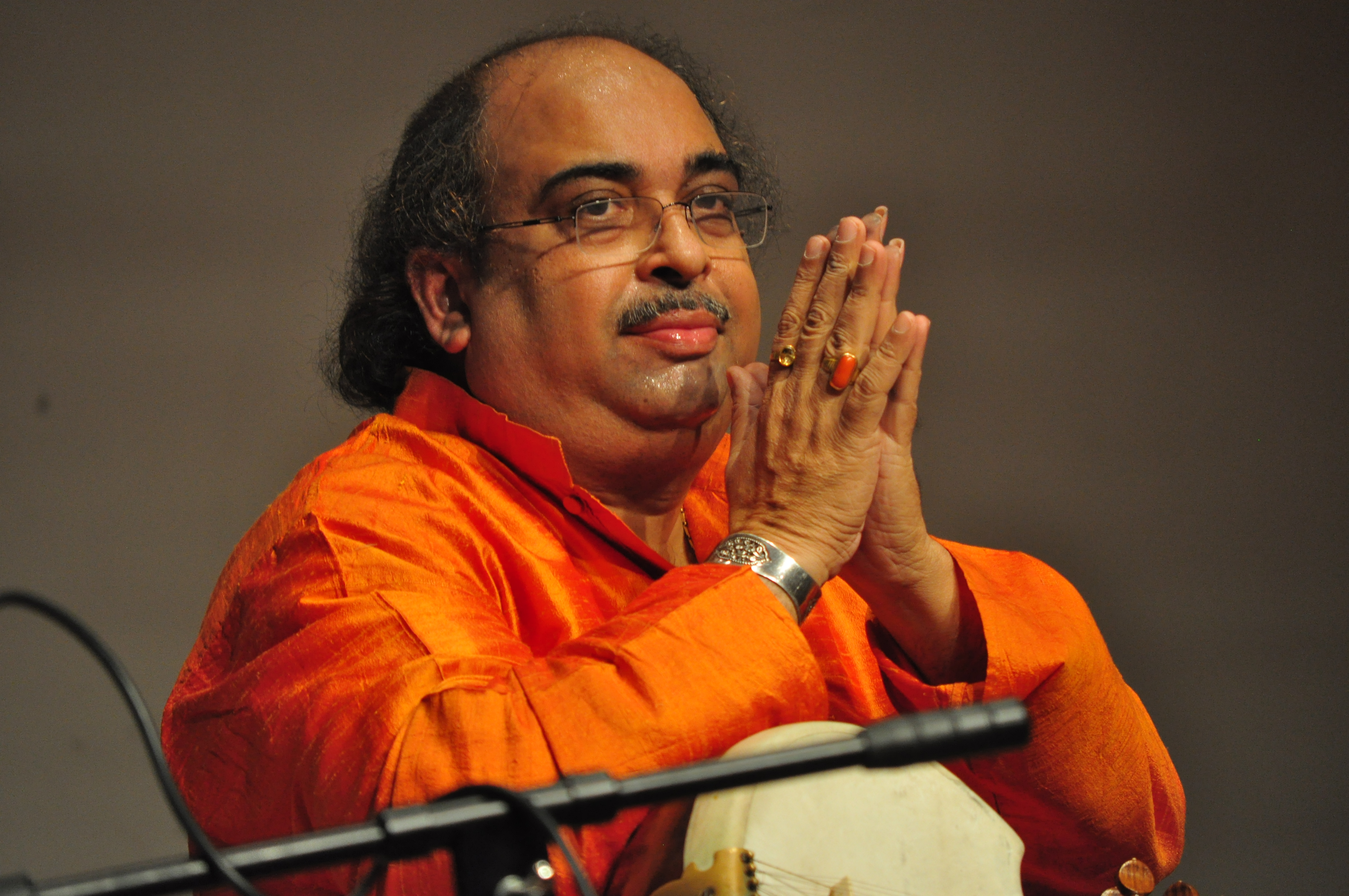
Tejendra Narayan Majumdar

Tejendra Narayan Majumdar (bengalisch তেজেন্দ্র নারায়ণ মজুমদার Tejendra Nārāẏaṇ Majumdār; * 17. Mai 1961) ist ein indischer Sarodspieler, Komponist und Musikpädagoge.

## Leben
Majumdar hatte zunächst Mandolinunterricht bei seinem Großvater Vibhuti Ranjan Majumdar und Sitarunterricht bei seinem Vater. Ab seinem achten Lebensjahr lernte er Sarod bei Bahadur Khan, einem Neffen von Allauddin Khan, nach dessen Tod 1989 war zunächst Ajay Sinha Roy, dann Ali Akbar Khan sein Lehrer. Parallel studierte Majumdar auch Tabla und Gesang.
Bekannt wurde er, als er zwanzigjährig bei einem Wettbewerb von All India Radio den Presidents Award gewann. Einige Jahre später trat er mit dem Tablameister Zakir Hussain auf. Inzwischen gibt er jährlich etwa 200 Konzerte in Indien und trat auch im Nahen Osten, in Europa  und Nordamerika auf. In New York debütierte er 1994 mit dem Sitarspieler Manilal Nag. Begleitet wurde er bei seinen Konzerten u. a. von den Tablaspielern Kishan Maharah, Sankar Ghosh, Swapan Chaudbury und Anindo Chatterjee.
Er komponiert Film- und Ballettmusiken, arrangiert Musik für andere Sänger und unterrichtet an der Bengal Foundation Academy in Dhaka. Unter anderem studierte Camila Celin bei ihm. In Kolkata organisiert er das jährliche Musik- und Tanzfestival Swar Samrat. 2019 wurde er mit dem Sangeet Natak Akademi Award ausgezeichnet.

## Filmmusik
- 2007: Sonshoi (Regie: Saibal Mitra)
- 2008: Tolly Lights (Regie: Arjun Chakraborty)
- 2015: Shajarur Kanta (Regie: Saibal Mitra)
- 2016: Chitrokar (Regie: Saibal Mitra)
- 2019: Tushagni (Regie: Rana Banerjee)
- 2022: A Holy Conspiracy (Regie: Vipin Agnihotri, Saibal Mitra)

## Diskographie
- Sarod, 2000
- Raga Ahari, 2001
- Raga Kafi Kanada, 2003
- A Light from the East, 2003
- Twilight Melodies, 2006
- Andaaz, 2006
- Sliken Strings, 2008